# Meriden (Iowa)
Meriden – miasto w Stanach Zjednoczonych, w stanie Iowa, w hrabstwie Cherokee. W 2000 roku liczyło 184 mieszkańców.